# Crâmpoia
Crâmpoia é uma comuna romena localizada no distrito de Olt, na região de Oltênia. A comuna possui uma área de 38.56 km² e sua população era de 3709 habitantes segundo o censo de 2007.